# François Haffner
 (septembre 2014).
Pour les articles homonymes, voir Haffner.
François Haffner, né le 24 décembre 1956 à Fontainebleau, est un collectionneur et auteur français de jeux de société. Il est le webmestre de L’Escale à jeux (anciennement Jeuxsoc), un site de référence sur les jeux de société.

## Biographie
Né en 1956 à Fontainebleau, c'est avec son frère aîné qu'il pratique ses premières parties de jeux de société sur des classiques, du 1000 bornes au Monopoly. Instituteur puis commerçant, il fait d'abord la rencontre de jeux de réflexion comme le tangram suivis de certains jeux de société plus modernes tels Alaska, le Killer, Le Lièvre et la Tortue.
Parti vers Lyon et recyclé en informatique, il s'initie au go puis au bridge qu'il conservera comme loisir pendant quinze ans, devenant arbitre officiel au niveau national. Il redeviendra par la suite sérieusement collectionneur de jeux de société, sa collection compte 7000 jeux différents en 2013.
C'est en 1998 qu'il débute la création du site sur les jeux Jeuxsoc.
En 2003, il publie aux éditions Tilsit le jeu Maka Bana, qui a pour thème la construction de paillotes sur une île tropicale. Son jeu remportera de nombreux prix, dont le trophée FLIP 2004  au Festival ludique international de Parthenay, et fut publié en cinq éditions et langues.
Depuis 2014, Haffner tient un gîte (L’Escale à jeux) à Sologny en Bourgogne où il met à disposition les jeux de sa collection.

## Ludographie
- Maka Bana, 2003, illustré par Johann Aumaître, édité par Tilsit.
  - Maka Bana (réédition), 2009
  - Maka Bana (seconde édition), 2013, illustré par David Cochard et Johann Aumaître, édité par Sweet November.
  - Maka Bana (troisième édition), 2021, édité par Sweet Games.
- Dalapapa, 2007, édité par Dalapapa éditions.

### Avec Line Morin, Stéphanie Czinober et Stéphane Bayle
- La Vache qui tache!, 2004, édité par La Mèche Rebelle.

## Nominations et récompenses
- As d'or Jeu de l'année:
  - Nommé Jeu de l'année 2004: Maka Bana, 2003 (illustré par Johann Aumaître) édité par Tilsit.
- Double 6:
  - Double Six 2004: Maka Bana, 2003 (illustré par Johann Aumaître) édité par Tilsit.